# Degree
Degree är ett deodorantmärke från Unilever. Det är den amerikanska versionen av Sure i Storbritannien och Rexona i resten av världen.